# Allen Garfield
Pour les articles homonymes, voir Garfield.
Allen Garfield, nom de scène d'Allen Goorwitz, est un acteur américain né le 22 novembre 1939 à Newark dans le New Jersey et mort le 7 avril 2020 à Woodland Hills (Los Angeles).

## Biographie
Allen Garfield est né à Newark dans le New Jersey, dans une famille juive,. Diplômé de la Weequahic High School, il est journaliste sportif, et boxeur amateur dans des compétitions comme les Golden Gloves. Paralèlement il étudie le théâtre à l'Actors Studio à New York, aux côtés de Lee Strasberg et d'Elia Kazan. Il commence sa carrière au théâtre avant d'apparaître au cinéma.
Allen Garfield a participé à plus de 100 films et téléfilms.
Chauve et bien enveloppé, il incarne surtout des hommes de pouvoir (policier, gangster, banquier, etc.)
Acteur remarquable, il est employé par certains des plus grands réalisateurs de son époque : Billy Wilder, Milos Forman, Robert Altman, Brian De Palma, Francis Ford Coppola, Wim Wenders, Woody Allen, Roman Polanski, Quentin Tarantino, etc…
Il est notamment connu pour son rôle dans Conversation secrète de Coppola, où il incarne un détective privé. On l'a aussi beaucoup remarqué dans L'État des choses de Wim Wenders, 
où il joue le rôle d'un producteur de cinéma, inspiré de Coppola lui-même.
Au début de sa carrière, Quentin Tarantino a étudié la comédie avec Garfield,, avant de tourner avec lui.
Pendant un an après la mort de son père et en hommage à lui, Allen a utilisé son nom de famille, Goorwitz, pour ses crédits à l'écran.
Lorsqu'Allen Garfield subit un grave accident vasculaire cérébral avant de tourner son rôle dans La Neuvième Porte (titre original : The Ninth Gate) en 1999, le réalisateur Roman Polanski choisit d'utiliser le visage paralysé d'Allen Garfield pour son personnage plutôt que de le remplacer par un autre acteur. 
Victime d'un nouvel accident vasculaire cérébral en 2004, il réclame des soins qui l'obligent à entrer dans The Motion Picture Home, la maison de retraite médicalisée des professionnels du cinéma et de la télévision située dans le quartier de Woodland Hills à Los Angeles (Californie).
Allen Garfield est mort le 7 avril 2020 de complications liées au COVID-19 et à ses précédents accidents vasculaires.

## Filmographie

### Cinéma
- 1968 : Orgy Girls '69 de Robert Canton (rôle secondaire)
- 1968 : Greetings de Brian de Palma : Smut Peddler (rôle secondaire)
- 1969 : Putney Swope (en) de Robert Downey Sr. : Elias, Jr. (rôle important)
- 1970 : Hi, Mom! de Brian de Palma : Joe Banner (rôle important)
- 1970 : La Chouette et le Pussycat de Herbert Ross (The Owl and the Pussycat) : Dress Shop Proprietor (rôle secondaire)
- 1970 : The Good, the Bad and the Beautiful de Robert Canton : Moreno (rôle important)
- 1971 : Roommates de Jack Baran : Martin Axborough (rôle important)
- 1971 : Taking Off de Milos Forman : Norman (rôle secondaire)
- 1971 : Bananas de Woody Allen : Man on Cross (rôle secondaire)
- 1971 : Cry Uncle! de John G. Avildsen : Jake Masters (rôle important)
- 1971 : You've Got to Walk It Like You Talk It or You'll Lose That Beat de Peter Locke : Herby Moss (rôle important)
- 1971 : L'Organisation (The Organization) de Don Medford : Benjy (rôle secondaire)
- 1971 : Believe in Me de Stuart Hagmann : Stutter (rôle secondaire)
- 1972 : Deadhead Miles (en), de Vernon Zimmerman : Juicy Brucey
- 1972 : Top of the Heap (en) de Christopher St. John : Taxi Driver (rôle secondaire)
- 1972 : Votez Mc Kay (The Candidate) de Michael Ritchie : Klein (rôle important)
- 1972 : Get to Know Your Rabbit de Brian De Palma : Vic (rôle secondaire)
- 1973 : La Chasse aux dollars (Slither) de Howard Zieff : Vincent J. Palmer (rôle secondaire)
- 1974 : Les Casseurs de gang (Busting) de Peter Hyams : Carl Rizzo (rôle important)
- 1974 : Conversation secrète (The Conversation) de Francis Ford Coppola : William P. 'Bernie' Moran (rôle important)
- 1974 : Spéciale première (The Front Page) de Billy Wilder : Kruger (rôle secondaire)
- 1975 : Nashville de Robert Altman : Barnett (rôle secondaire)
- 1976 : The Commitment de Richard Grant et Louis A. Shaffner (rôle secondaire)
- 1976 : Gable and Lombard de Sidney J. Furie : Louis B. Mayer (rôle important)
- 1976 : Ambulances tous risques (Mother, Jugs & Speed) de Peter Yates : Harry Fishbine (rôle important)
- 1976 : Paco de Robert Vincent O'Neil : Padre (rôle important)
- 1976 : Number One de Dyan Cannon : Principal du collège (rôle important)
- 1978 : Paranoid (Sketches of a Strangler) de Paul Leder (rôle secondaire)
- 1978 : Skateboard de George Gage : Manny Bloom (rôle important)
- 1978 : Têtes vides cherchent coffres pleins (The Brink's Job) de William Friedkin : Vinnie Costa (rôle important)
- 1979 : Fyre de Richard Grand : Preacher (rôle important)
- 1980 : Le Diable en boîte (The Stunt Man) de Richard Rush : Sam (rôle important)
- 1980 : One Trick Pony de Robert Milton Young : Carl van Damp (rôle secondaire)
- 1981 : Continental Divide, de Michael Apted : Howard McDermott (rôle important)
- 1982 : Coup de cœur (One from the Heart) de Francis Ford Coppola : Restaurant Owner (rôle secondaire)
- 1982 : L'État des choses de Wim Wenders (Der Stand der Dinge) : Gordon (rôle important)
- 1983 : Trial by Terror de Hildy Brooks : Frederick Estus (rôle important)
- 1983 : Le Retour de l'étalon noir (The Black Stallion Returns) de  Robert Dalva : Kurr (rôle important)
- 1983 : Get Crazy de Allan Arkush : Max Wolfe (rôle important)
- 1984 : Divorce à Hollywood (Irreconcilable Differences) de Charles Shyer : Phil Hanner (rôle secondaire)
- 1984 : Ras les profs ! (Teachers) de Arthur Hiller : Carl Rosenberg (rôle secondaire)
- 1984 : Cotton Club (The Cotton Club) de Francis Ford Coppola : Abbadabba Berman (rôle secondaire)
- 1986 : Desert Bloom de Eugene Corr : Mr. Mosol (rôle secondaire)
- 1987 : My Best Friend's Birthday de Quentin Tarantino : Entertainment Magnate (rôle important)
- 1987 : Le Flic de Beverly Hills 2 (Beverly Hills Cop II) de Tony Scott : Police Chief Harold Lutz (rôle secondaire)
- 1989 : Night Visitor de Rupert Hitzig : Zachary Willard (rôle important)
- 1989 : Deux dollars sur un tocard (Let It Ride) de Joe Pytka : Greenberg (rôle secondaire)
- 1990 : Club Fed de Nat Christian : Harrison Farnsworth IV (rôle important)
- 1990 : Dick Tracy de Warren Beaty : Reporter (rôle secondaire)
- 1991 : Jusqu'au bout du monde (Bis ans Ende der Welt) de Wim Wenders : Bernie, User Car Dealer (rôle secondaire)
- 1992 : Miracle Beach (en) de Skott Snider : Magnus O'Leary (rôle important)
- 1992 : Jack and His Friends de Bruce Ornstein : Jack (rôle important)
- 1993 : The Waiter de Doug Ellin : Agent (rôle secondaire)
- 1993 : Family Prayers de Scott M. Rosenfelt : Cantor (rôle secondaire)
- 1993 : Cash Reese - Glass Shadow (Cyborg 2) de Michael Schroeder : Martin Dunn (rôle important)
- 1994 : Great Harry and Jane de Salvador Litvac (rôle important)
- 1994 : Les Patriotes de Éric Rochant : Eagleman (rôle secondaire)
- 1995 : Stuart sauve sa famille (Stuart Saves His Family)  de Harold Ramis : Maitre D' (rôle secondaire)
- 1995 : Wild Side de Donald Cammell : Dan Rackman (rôle important)
- 1995 : Un tour de destin (Destiny Turns on the Radio) de Jack Baran : Vinnie Vidivici (rôle secondaire)
- 1996 : Diabolique de Jeremiah S. Chechik : Leo Katzman (rôle secondaire)
- 1997 : The Elf Who Didn't Believe de Rodney MacDonald : Twisp (rôle secondaire)
- 1997 : Berlin Niagara (Obsession) de Peter Sehr : Simon Frischmuth (rôle important)
- 1998 : Get a Job de Greg Cannizzaro : Mr.Berger / Psychiatrist (rôle important)
- 1999 : La Neuvième Porte de Roman Polanski (The Ninth Gate) : Witkin (rôle secondaire)
- 2000 : Men Named Milo, Women Named Greta de Larry Greenberg : Jackie Noodleman (rôle important)
- 2001 : The Majestic de Frank Darabont : Leo Kubelsky (rôle secondaire)
- 2002 : White Boy de John Marino : Mr. Rosen (rôle secondaire)

### Télévision
- 1972 : Footsteps (TV) : Brewster
- 1972 : Search (TV) : Marty Zackarian
- 1973 : The Marcus-Nelson Murders (TV) : Mario Portello
- 1973 : Incident at Vichy (TV) : Lebeau, A Painter
- 1974 : Judgement: The Trial of Julius and Ethel Rosenberg (TV)
- 1974 : Sonny Boy (TV) : Sonny Boy Walker
- 1974 : The Virginia Hill Story (TV) : Leo Ritchie
- 1976 : Serpico: The Deadly Game (TV) : The Professor
- 1976 : The Million Dollar Rip-Off (TV) : Lieutenant Ralph Fogherty
- 1978 : Nowhere to Run (TV) : Herbie Stoltz
- 1978 : Ring of Passion (TV) : Damon Runyon
- 1981 : Leave 'em Laughing (TV) : Dr Abrahms
- 1986 : Killer in the Mirror (TV) : Dist. Atty. Randall Hale
- 1986 : La Griffe du destin (Sins) (série) : Adam Gore
- 1987 : You Ruined My Life (TV) : Howie
- 1992 : Citizen Cohn (TV) : Abe Feller
- 1996 : Le Crime du siècle (Crime of the Century) (téléfilm) de Mark Rydell : Lt. James Finn
- 1999 : Meurtres très ordonnés (Absence of the Good) (TV) : Lieutenant Paul Taylor